# Livre d'heures de Jeanne d'Évreux
Le livre d'heures de Jeanne d'Évreux est un livre d'heures médiéval commandé à Jean Pucelle par Charles IV le Beau (roi de France de 1322 à 1328) pour son épouse Jeanne d'Évreux, sans doute pour son couronnement. Il a été composé à Paris entre 1325 et 1328. Il suit la liturgie des Heures des dominicains.

## Historique
À la mort de Jeanne en 1371, ce manuscrit enluminé passe à Charles V, puis à son frère, le duc Jean de Berry (1340-1416) dont un inventaire de la bibliothèque mentionne en 1401 le manuscrit comme : « item unes petites heures de Nostre Dame, nommées Heures de Pucelle, enluminées de blanc et de noir, à l'usaige des Prescheurs ». le duc de Berry en fait reproduire des figures de grotesques dans ses Grandes Heures.
Il entre plus tard en possession du baron Louis-Jules du Châtelet au XVIIe siècle et au XIXe siècle dans la collection des barons Edmond et Alphonse de Rothschild. Le baron Maurice de Rothschild le vend en 1954 au Metropolitan Museum of Art de New York, où il est conservé au musée des Cloîtres.

## Description
Le manuscrit comprend 209 pages de 94 mm sur 64 mm avec un texte en latin et vingt-cinq miniatures de pleine page et environ sept cents petites figures marginales en marge des feuillets. Les miniatures sont composées selon la technique de la grisaille, dont vraisemblablement Pucelle était familier depuis un séjour en Italie. La perspective de la maison de la Vierge de l'Annonciation est traitée à la manière de Duccio di Buoninsegna.
Les experts considèrent que c'est l'unique manuscrit de Pucelle qui soit entièrement de sa main. Les miniatures du livre d'heures sont divisées en trois cycles: les deux premiers sont consacrés à la Passion du Christ, le troisième décrit la vie du roi saint Louis (canonisé en 1297) en neuf épisodes, ce qui en fit à l'époque un objet de grande valeur pour la Cour de France. La finesse des traits et l'absence presque complète de couleurs traduit l'esprit d'ascétisme qu'a voulu rendre Jean Pucelle. On remarque également, comme dans le bréviaire de Belleville (1323-1326), une influence italienne, avec la maîtrise et l'élégance du goût français. 

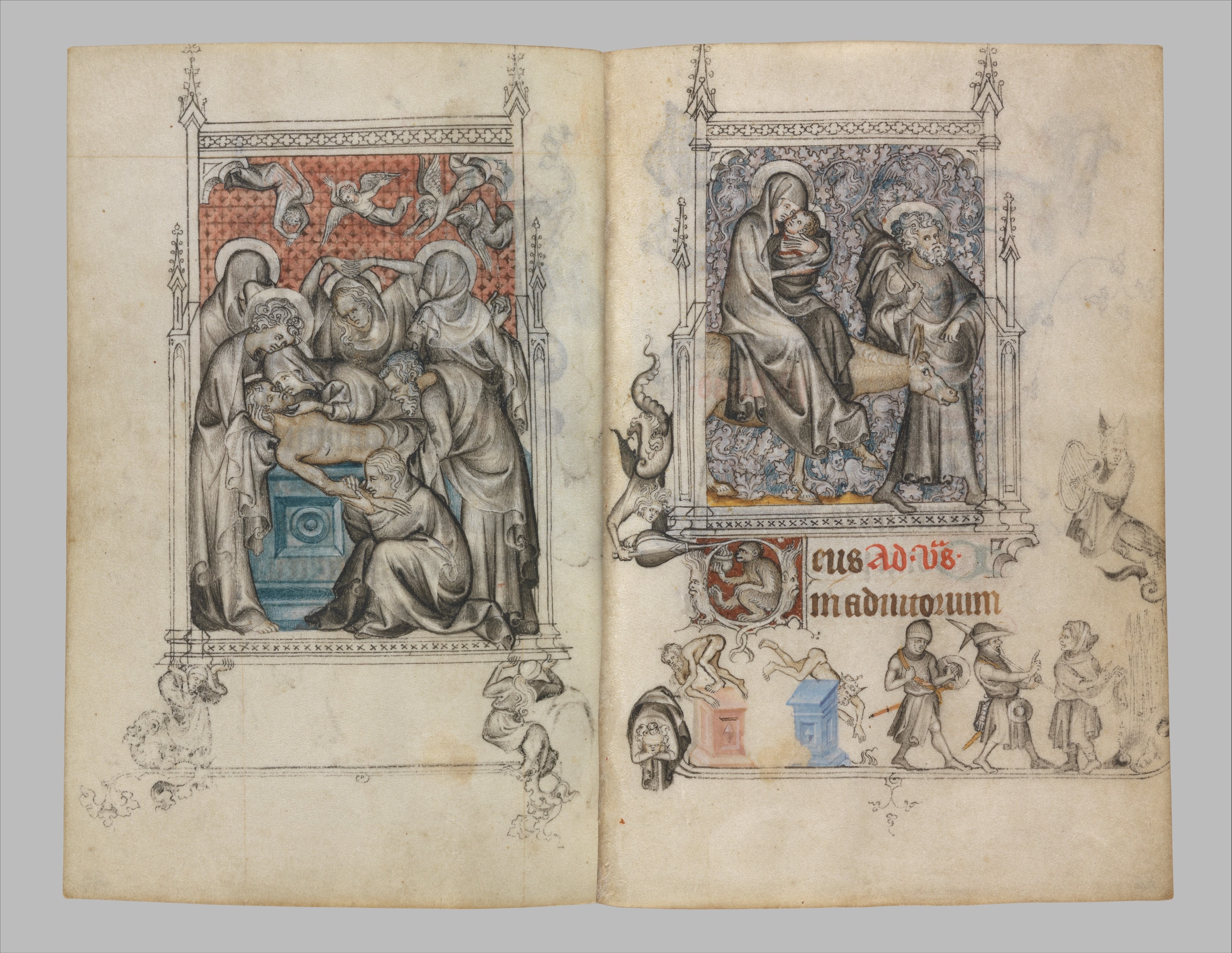
Déploration et Fuite en Égypte (avec un petit singe dans la lettrine et des diablotins)
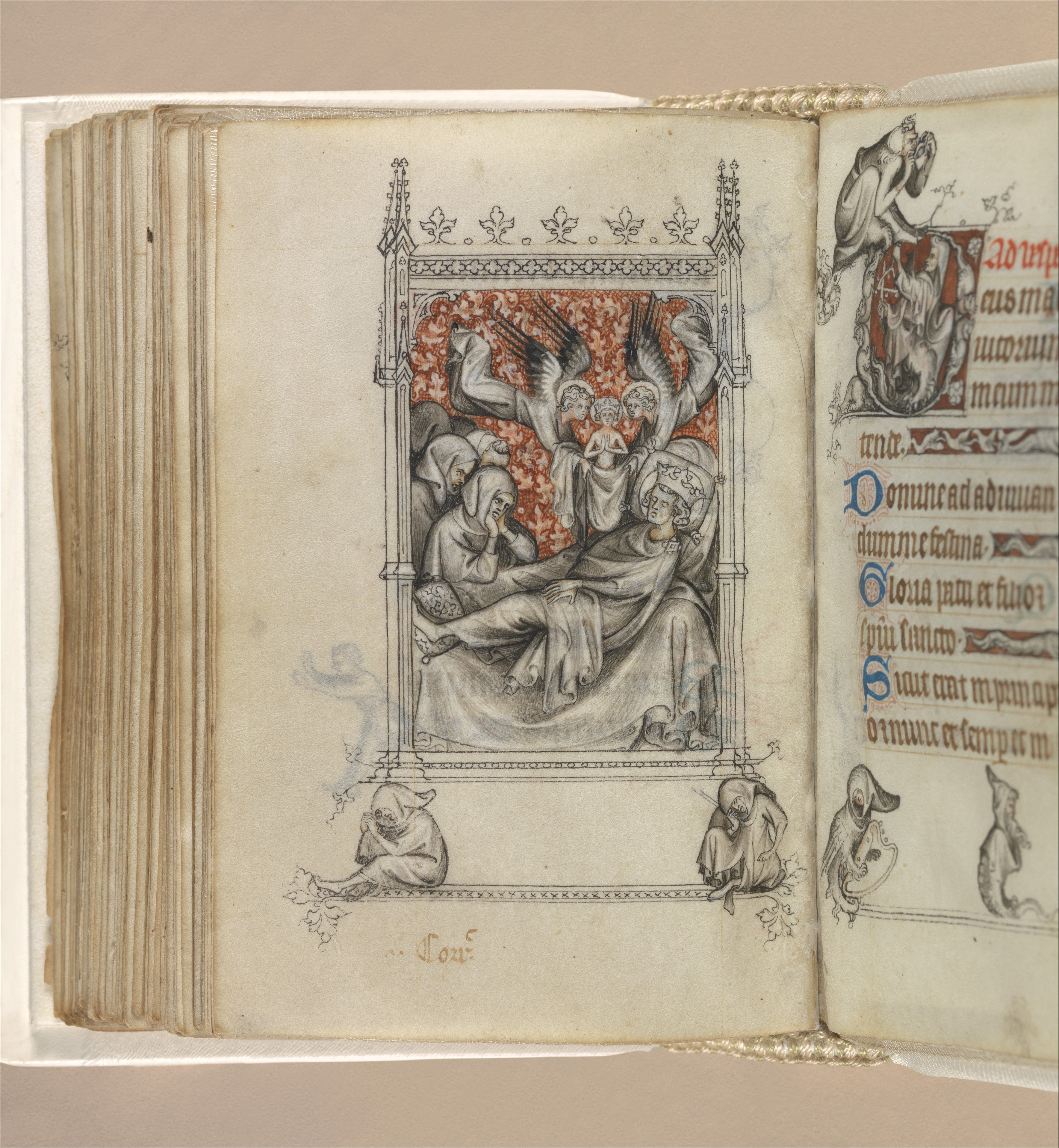
Mort de saint Louis
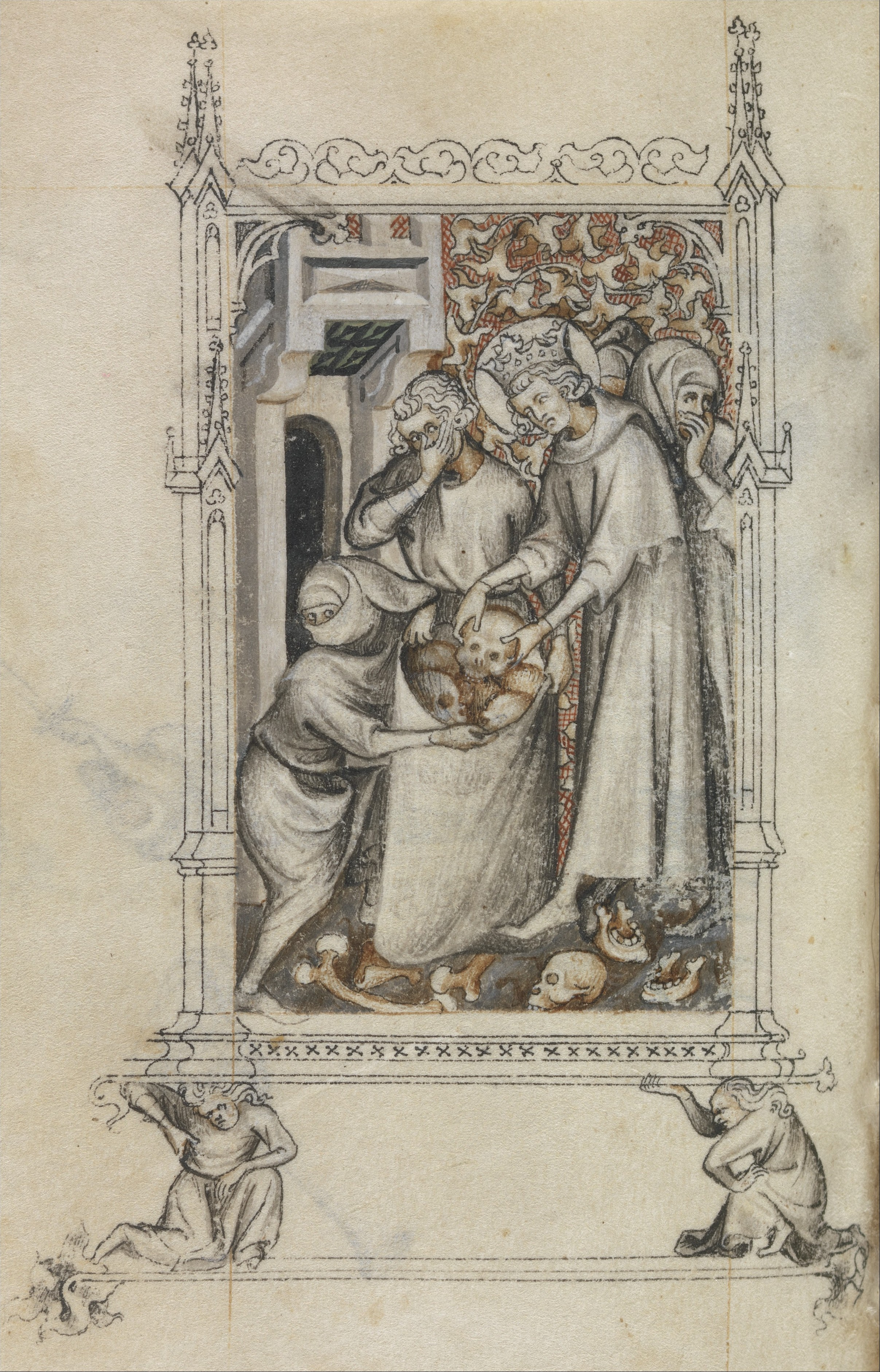
Scène de la vie de saint Louis avec des cadavres de lèpreux
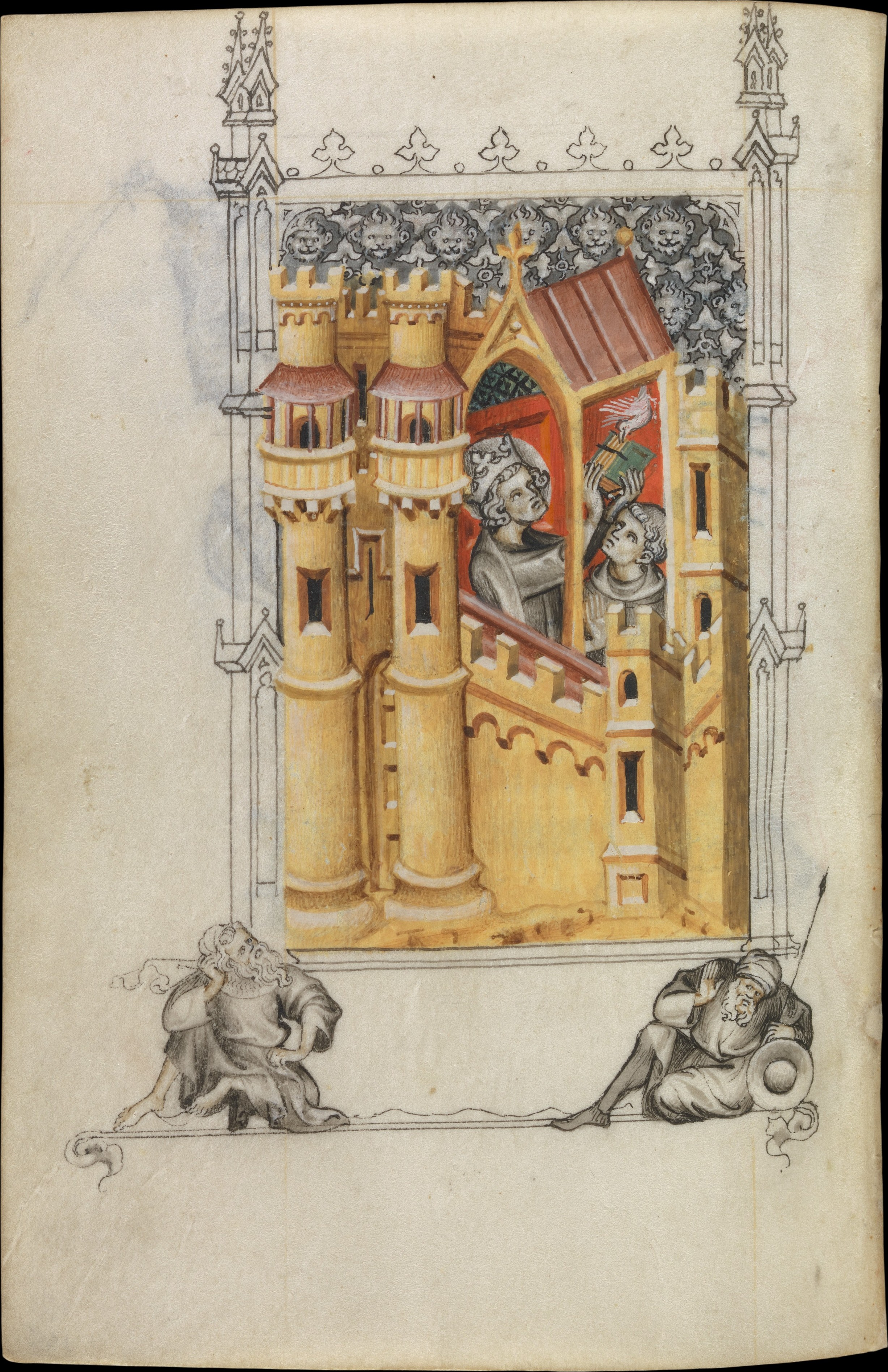
Scène de la vie de saint Louis
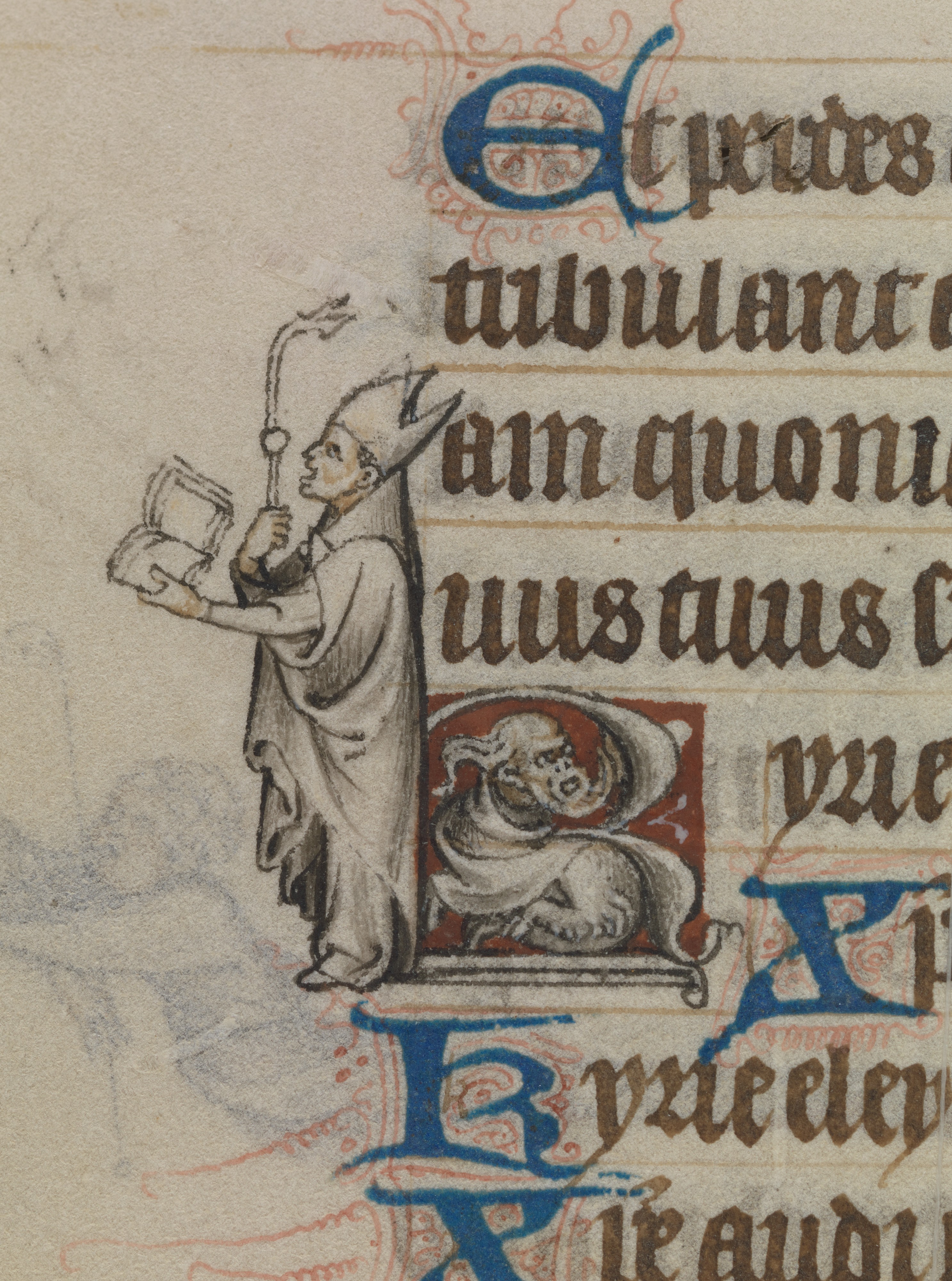
Détail d'un foli
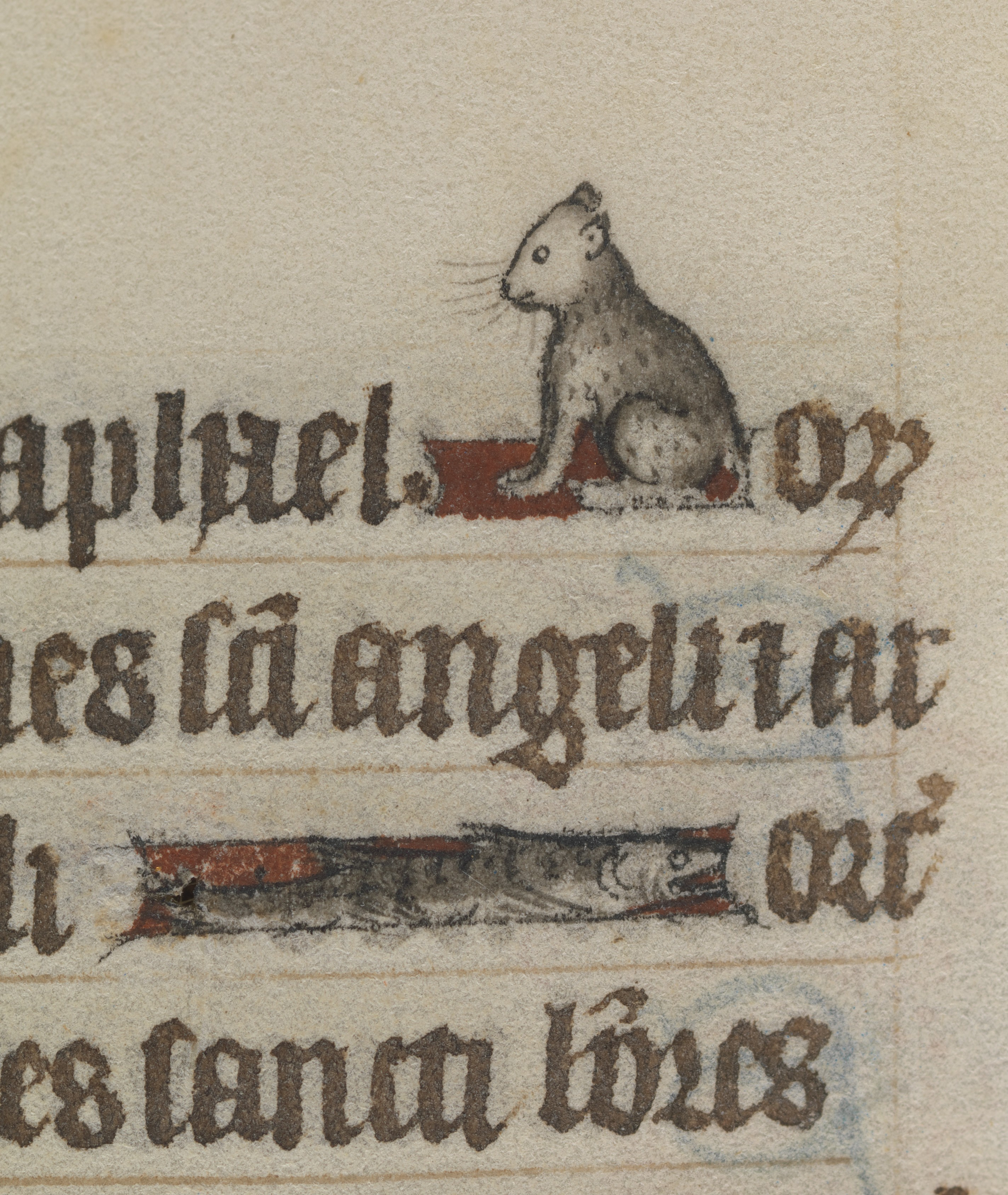
Détail d'un foli
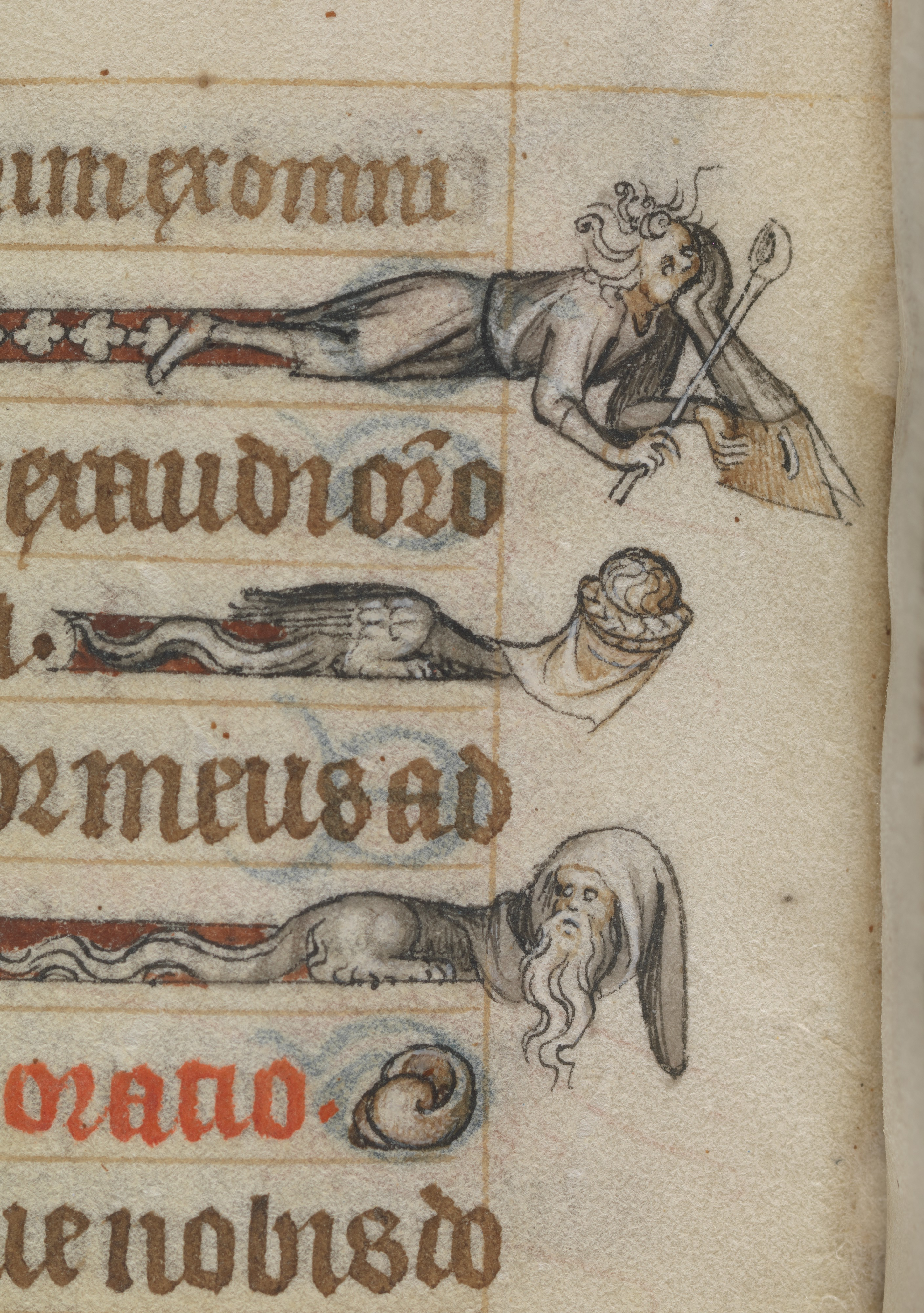
Détail d'un foli